# Typizace (sociologie)
Typizace je pojem z fenomenologické sociologie Alfreda Schütze, který označuje prostředky, jimiž lidé interpretují přirozený svět a dávají mu smysl. Typizace jsou součástí „balíku příručního vědění“, který napomáhá orientaci ve světě a běžně jej nezpochybňujeme. Typizace však nemusí být vždy adekvátní, neboť je jedinec neustále konfrontován něčím, co ještě není součástí jeho zásoby vědění.

## Alfred Schütz a fenomenologická sociologie
Alfred Schütz reagoval na pokus Maxe Webera spojit dohromady vysvětlení a porozumění. Svou knihou Der sinnhafte Aufbau der sozialen Welt, která poprvé vyšla ve Vídni v roce 1932, založil tradici sociální fenomenologie. Schütz měl dojem, že problém Weberových ideálních typů, umělých konstruktů, jejichž hlavním účelem je pomoc při poměřování reality, nebyla v jejich nedostatečné vědeckosti. Weber je ale příliš rychle aplikoval na jevy, jež popisoval, a nevěnoval dostatečnou pozornost jejich zakotvení v typizačních aktech obyčejných členů společnosti. Podle Schütze totiž sociální vědec pouze vytváří doplňující typizace druhého řádu založené na těch, které již vykonávají obyčejní lidé ve svém každodenním životě.
Fenomenologie vznikla nejdříve jako filosofický směr, jímž se zabýval převážně německý filosof Edmund Husserl. V jeho původním smyslu znamenala takový přístup k vědění, který se soustředil na naše vnímání věcí a nechával stranou otázku, zda skutečně existují, nebo jsou jen optické iluze. Přirozený svět v tomto smyslu znamená svět počitků zdravého rozumu, dříve než je podroben vědecké teoretické analýze. V Schützově méně formálním užité fenomenologické terminologie se výraz přirozený svět vztahuje k sociálnímu světu, který interpretujme pomocí typizací.
Schütz věřil, že soustředění na každodenní situace a interakce malého měřítka může mít širší dopady na sociální analýzu struktury. Předpokládal, že jeho práce je doplňkem systematičtějších typů teorie, například funkcionalismu nebo neoklasické ekonomické teorie, a že otevírá prostor pro spojení běžného každodenního sociálních porozumění se systematičtější analýzou.

## Typ
V nejširším slova smyslu lze typ pochopit jako myšlenkový konstrukt, který v sobě pojímá totožné či příbuzné znaky určitých jevů. Schütz definuje typ jako sjednocující syntézu, která rozčleňuje svět na oblasti podobného (regionsofsimilarity). Nejširším typem je svět v celku.
Schütz rozlišuje tři základní druhy typů podle stupně konkrece.
- Průběhové typy (courseofactiontypes, Verlaufstypen) zachycují průběhy jednání, které jsou následně idealizovány a typologizovány.
- Osobní typy (personaltypes, Personaltypen) přisuzují neosobnímu typizovanému jednání motivy, které je pro pozorovatele zdůvodňují a činí srozumitelným (i přes to, že nemusí být v souladu se skutečností).
- Typy předmětů (Typen von Gegenständen) se rozdělují na věci z předmětného světa (například dům či pes), předmět sociokulturního světa (například parlament či prezident) a duchovní předmět (například hudba).[3]

## Zásoba vědění
Vědění o životním světě je uloženo v zásobě vědění. Aktuální zásoba vědění působí jako ‚automatický‘ vzorec chování, nebo jako explicitní interpretační schéma. Pomocí typizované zásoby vědění je možné s větší či menší úspěšností předvídat průběh sociálního dění. Přísně řečeno však nelze o predikci vůbec mluvit, jde spíše o očekávání, které aktér vkládá do budoucnosti, že se bude vyvíjet podobně, jako se vyvíjela dosud. Prostřednictvím typizace vzniká svět důvěry, krizové situace jen provokují nové odpovědi, které se začleňují do stávajícího poznání světa. Obecné typizace jsou tedy všechny možné zkušenosti a jako takové mohou být člověkem aktualizovány a konkretizovány.

## Životní svět
(z německého „Lebenswelt“, též živý svět či přirozený svět) Životní svět označuje jsoucno vystavěné na významech, který člověk během procesu socializace a interakce přikládá věcem a událostem. Poprvé jej definoval Edmund Husserl, na jeho objev navázal Alfred Schütz a později i Jan Patočka.Ten soudí, že se životní svět vyznačuje dvoupólovostí – objektivní pól je tvořen okruhem typických možností, subjektivní pól je utvářen rozmanitostí možností člověka, kterými se může vztahovat k objektivnímu pólu. Tím, že se člověk vztahuje k objektivnímu pólu světa, může překračovat svou bezprostřední danost a tím aktualizovat (konkretizovat) obecné typizace.